# Гіпюр

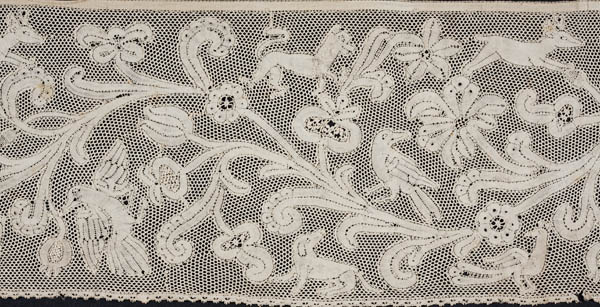
Гіпюр. 17 ст.

Гіпю́р (фр. guipure, від guiper — «обвивати») — сорт мережива з опуклим візерунком.
Генуезьке мереживо було гіпюровим. Генуезькі мереживниці поїхали на Мальту, щоб відкрити стиль мальтійського мережива. Пізніше це надихнуло стиль англійського мережива, відомий як Бедфордширське мереживо.
Іншим гіпюровим мереживом є мереживо Клюні, яке походить із Франції, але поширилося в інших місцях, наприклад, в англійських районах мереживництва.